# Ga Ngòi Hóp
Ga Ngòi Hóp là một nhà ga xe lửa tại huyện Trấn Yên tỉnh Yên Bái. Nhà ga là một điểm của đường sắt Hà Nội - Lào Cai và nối với ga Cổ Phúc với ga Mậu A.
| Ga trước Cổ Phúc | Đường sắt Việt Nam Đường sắt Hà Nội - Lào Cai | Ga sau Mậu A |